# Poggio Bracciolini
Gian Francesco Poggio Bracciolini, bedst kendt som Poggio Bracciolini, (11. februar 1380 – 30. oktober 1459) var en italiensk renæssancehumanist.
Han studerede i Firenze og drog i 1402 til Rom, hvor pave Bonifatius IX udnævnte ham til en af sine apostoliske sekretærer, en stilling han beholdt også under de følgende paver Innocens VII (død 1406), Gregor XII (fratrådt 1415), Alexander V (modpave, død 1410) og Johannes XXIII (modpave, afsat 1417). Sidstnævntes fratræden og Koncilet i Konstanz' længde (5. november 1414 til 22. april 1418) gav ham god tid til at besøge mange af Tysklands og Frankrigs biblioteker og klostre for at søge efter klassiske tekster, hvis eksistens var kendt for de tidlige humanister, men som ikke mere var at finde i Italien. Han fandt på den måde en række længe "tabte" tekster fra Cicero, Quintilian, Vegetius, Marcus Manilius, Ammianus Marcellinus, Vitruvius, Statius og Petronius, og specialiserede sig på forfatternes skrivestil for derved at sætte værkerne sammen og tilordne dem den rette forfatter. 
Også i det påfølgende arbejde han for den romerske kurie under blandt andet pave Nikolaus V. Men fra juni 1453 var Poggio leder for det florentinske kancelli under medicierne.
Som så mange andre af sin samtids humanister skrev også Poggio udelukkende på latin, idet de græske tekster han befattede sig med blev oversatte af ham til dette sprog. Hans korrespondance er interessant, detaljerig, underholdende og fuld af indsigt og af morsomme karakteristikker af fjender og kolleger. Hans tid i Firenze fra 1450 til 1455 er derimod af ringe interesse.